# Minucia fluctuans
Minucia fluctuans là một loài bướm đêm trong họ Erebidae.